# Sonja Weißer
Sonja Weißer (* 1. November 2002 in Berlin) ist eine deutsche Schauspielerin.
Sonja Weißer wuchs in Berlin und Hamburg auf. Nach ersten schauspielerischen Erfahrungen in verschiedenen Jugendtheaterclubs trat sie 2019 unter der Regie von Katie Mitchell in dem Stück Anatomie eines Suizids am Deutschen Schauspielhaus Hamburg auf. Ab 2018 drehte sie für das Fernsehen. Bekannt wurde sie im Fernsehen durch ihre erste TV-Hauptrolle, die Rolle der Lydia Beaufort in der Serie Maxton Hall – Die Welt zwischen uns von Prime Video.
In der Spielzeit 2023/24 spielte sie an der Berliner Volksbühne in dem Theaterstück Fantômas in einer Inszenierung von René Pollesch. 2025 übernahm sie in der zweiten Staffel der Mystery-Serie Forever Club, die vom WDR produziert wurde, zum ersten Mal eine Hauptrolle im Hörspiel-Genre.
Weißer lebt in Berlin.

## Filmografie (Auswahl)
- 2019; 2022: Notruf Hafenkante (Fernsehserie, zwei Folgen, verschiedene Rollen)
- 2020: Tatort: Borowski und der Fluch der weißen Möwe (Fernsehreihe)
- 2021: Die Pfefferkörner (Fernsehserie, Folge Himbeerkuchen-Hacker)
- 2022: Letzte Spur Berlin (Fernsehserie, Folge Straßenkinder)
- 2022: Liberame – Nach dem Sturm (Fernsehserie)
- 2023: Ostfriesenmoor (Fernsehreihe)
- 2023: Unschuldig – Der Fall Julia B. (Fernsehserie)
- 2024: Der Kroatien-Krimi: Die toten Frauen von Brac (Fernsehreihe)
- 2024: Maxton Hall – Die Welt zwischen uns (Fernsehserie)

## Hörspiel
- 2025: Forever Club - Mystery-Hörspiel-Podcast von Jette Volland, WDR[4]